# کار و بار: تجارت عشق
«کار و بار: تجارت عشق» (انگلیسی: Karobaar: The Business of Love) فیلمی هندی به کارگردانی راکیش روشن است که در سال ۲۰۰۰ منتشر شد. از بازیگران آن می‌توان به آنیل کاپور، ریشی کاپور و جوهی چاولا اشاره کرد.

## بازیگران و صداپیشگان
| نقش         | بازیگر          | دوبلُر            |
| امر ساکسنا  | ریشی کاپور      | منوچهر والی زاده |
| راجیو سینها | آنیل کاپور      | تورج مهرزادیان   |
| سیما        | جوهی چاولا      | مریم شیرزاد      |
| راملال      | تینو آناند      | شهروز ملک آرایی  |
| پسر راملال  | آصف شیخ         | افشین ذی نوری    |
| خاله سیما   | سولابها دشپانده | زهرا آقارضا      |
| نیلام       | تیسکا چوپرا     |                  |
| راجش پوری   | نوین نیشول      | بهرام زاهدی      |
| بوژوانی     | دینش هینگو      | اصغر افضلی       |
| چمپاک       | آسرانی          | اردشیر منظم      |
| زنداداش امر | هیمانی شیوپوری  | ناهید شعشعانی    |